# Budynek Loży Masońskiej przy Placu Muzealnym we Wrocławiu
Budynek loży masońskiej „Hermann zur Beständigkeit” – zabytkowy, narożny budynek znajdujący się u zbiegu placu Muzealnego 16 i ul. Druckiego-Lubeckiego 8 we Wrocławiu, obecnie klub policyjny „Śnieżka”. Był to największy i najbardziej reprezentacyjny gmach wrocławskich lóż wolnomularskich.

## Historia posesji i kamienicy

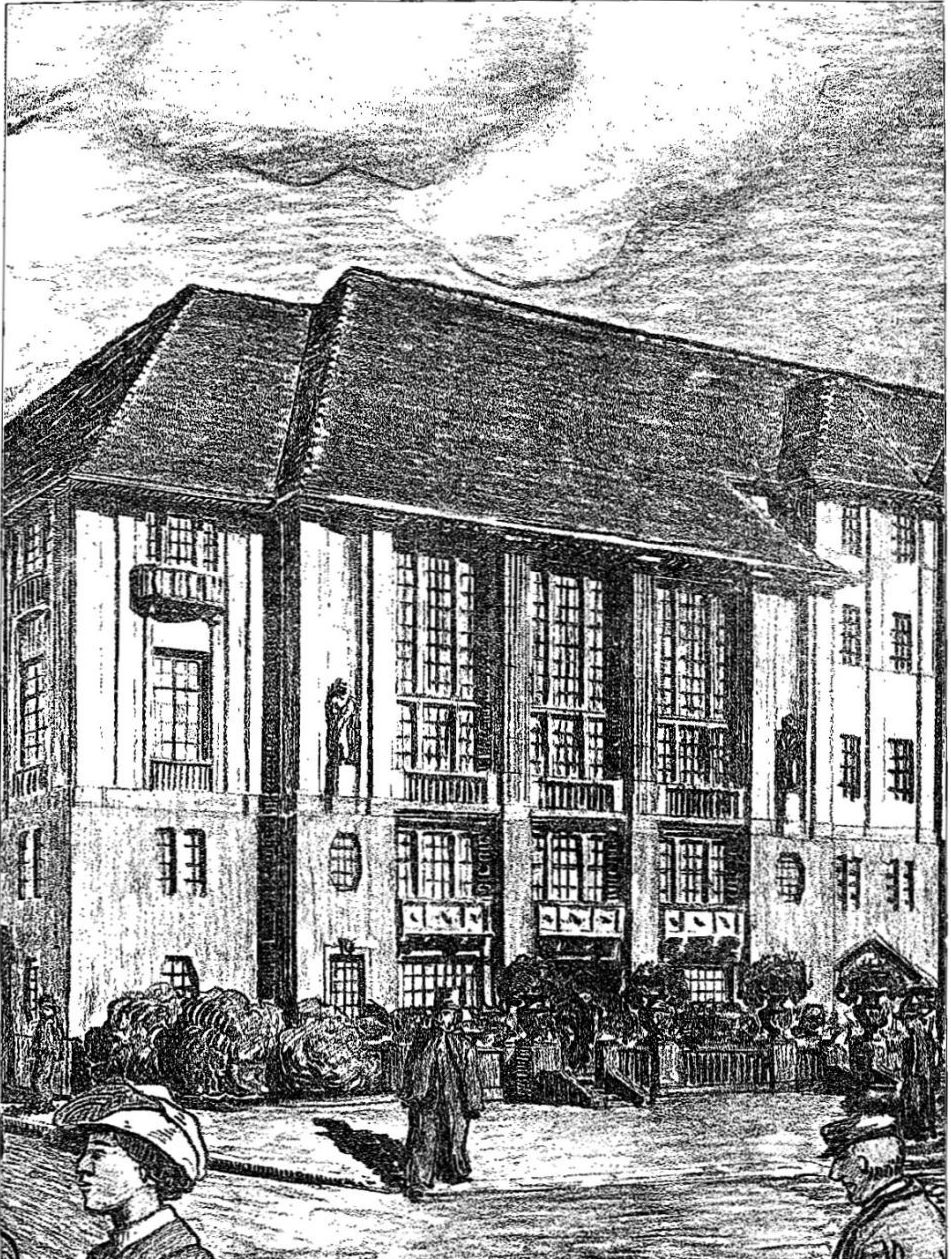
Pierwszy projekt budynku z 1912 roku autorstwa Richarda Mohra

Rozległy kwartał pomiędzy pl. Muzealnym i ulicami Kościuszki, Druckiego-Lubeckiego oraz Łąkową do pierwszej dekady XX wieku należał do ogrodu leżącego na tyłach willi Eichborna. Ogród zaprojektowany był w stylu parku angielskiego przez królewskiego ogrodnika Petera Lenné i łączył się z Promenadą Staromiejską. W 1907 roku, po wyburzeniu willi Eichborna, projektant Richard Mohr wykonał pierwszy, niezrealizowany, projekt zabudowy całego wspomnianego kwartału zespołem kamienic mieszkalnych. Projekt nie został zrealizowany. W północno-zachodnim narożniku zaplanowano wzniesienie budynku – siedziby loży masońskiej „Hermann zur Beständigkeit” (Herman pod stałością). Loża założona w 1893 roku, była jedyną lożą masońską we Wrocławiu podległą Wielkiej Loży Związku Eklektycznego obrządku angielskiego z Frankfurtu nad Menem. Jako że była lożą dość liberalną, to w jej szeregi mogli wstępować przedstawiciele różnych zawodów oraz Żydzi.
Pierwsze projekty budynku loży sporządzili Georg Schneider i Max Mathias: pierwszy w lipcu 1911 roku, sygnowany przez Schneidera oraz drugi, w marcu 1912 roku. We wrześniu 1912 roku sporządzono kolejny, trzeci, ostatecznie zaakceptowany projekt autorstwa prawdopodobnie Richarda Mohra. Według Marty Rudnickiej, z tego samego roku pochodzi inny projekt sporządzony przez Maxa Mathiasa, który według niej był najbliższy zrealizowanej wersji. Nieznana jest data ukończenia budowy budynku: najczęściej podaje się rok 1911 lub 1912
20 marca 1933 roku, w wyniku presji ze strony nowo powstałego rządu Adolfa Hitlera, loża zawiesiła swoją działalność. 23 marca Reichstag uchwalił ustawę zakazującą działalności wszelkim partiom i organizacjom, z wyjątkiem faszystowskich. W 1935 roku budynek został skonfiskowany przez władze hitlerowskie. W budynku utworzono Handwerkskammer – izbę rzemieślniczą.

## Architektura budynku
Budynek został zaprojektowany na planie litery „L”, jako dwukondygnacyjny budynek nakryty dwuspadowym dachem od strony ulicy Druckiego-Lubeckiego i mansardowym od pl. Muzealnego. Budynek zaprojektowano ściśle według potrzeb loży masońskiej, z pomieszczeniami o specjalnym przeznaczeniu i funkcji. W północno-wschodniej części budynku, na poziomie piwnicy zaprojektowano wielką Salę Rady III Stopnia (Festsaal). Nad nią umieszczono tzw. Świątynię (Tempel) – miejsce spotkań członków loży. Zaprojektowano ją w formie pomieszczenia podwyższonego o kondygnację mezzanina wyniesioną ponad poziom parteru i z emporą organową. Sala była pierwotnie niemal pozbawiona otworów okiennych (z wyjątkiem małych okienek); w skrajnym narożniku znajdowało się boczne wejście. Na mezzanie umieszczono salę klubową i garderobę. Na parterze, w tej części, znajdowały się również pomieszczenia restauracji i kawiarni. Główne wejście do budynku znajdowało się od strony pl. Muzealnego. Zaraz za drzwiami umieszczono szatnię oraz westybul, z którego wielkie schody prowadziły na kolejne kondygnacje. W południowo-zachodniej części budynku, na I piętrze zaprojektowano dużą aulę, również podwyższoną o kondygnację mezzanina. W tej ostatniej ulokowano kuchnię, spiżarnię i pokoje dla personelu. Na piętrze znajdowały się również sale: balowa i pomocnicza. Nad mezzaninem I piętra, w południowej części budynku, znajdowało się służbowe mieszkanie.
Elewacja główna podzielona została na dziewięć osi, z czego pięć środowych osi okiennych stanowił ryzalit. Powyżej części parterowej z prostokątnymi otworami okiennymi, znajdował się gzyms kordonowy. Wejście główne otoczone było filarami zwieńczonymi gazonami, przechodzące powyżej w pilastry biegnące przez całą wysokość budynku. Nad kondygnacją mezzanina, skrajne osie ryzalitu zastąpiono głębokimi niszami odpowiadającymi wysokim oknom w pozostałej jej części. Ryzalit zwieńczony był trójkątnym naczółkiem, w którym pierwotnie umieszczone były dwie grupy figuralne: z prawej strony „Przyjaźń”, z lewej „Dobroczynność” oraz inskrypcja „Humanitati”.
Po przejęciu budynku przez faszystów i zlikwidowaniu lóż masońskich dokonano zmian elewacji: z naczółka usunięto inskrypcje i postacie figuralne, w północno-wschodniej elewacji, na wysokości parteru, wybito większe okna, dostosowując je do wielkości otworów okiennych z elewacji głównej, zmieniono okna na ostatniej kondygnacji, a w części dachowej umieszczono lukarny.

### Po roku 1945
Budynek nie został zniszczony podczas działań wojennych w 1945 roku. Od maja 1945 roku był użytkowany przez Dzielnicowy Zarządów Budynków Mieszkalnych. W latach 40. w budynku znajdował się Państwowy Instytut Rzemieślniczy. W 1957 roku w budynku otworzono Dom Kultury Komendy Wojewódzkiej Milicji Obywatelskiej, a w latach 70. kino Śnieżka. W 1996 roku, za sprawą Piotra Weissa, kino zostało przekształcone w dwusalowe kino Oskar. Z powodów finansowych, w sierpniu 2003 roku, kino zostało zamknięte. W 1971 roku decyzją Prezydium Rady Narodowej m. Wrocławia budynek został przekazany Komendzie Wojewódzkiej Milicji. W 1976 roku wnętrza budynku zostały przebudowane. Według Agnieszki Zabłockiej-Kos, w tym roku zmianom uległa również elewacja. Zachowane zdjęcia z okresu lat 1935–1945 przeczą tej tezie; widać na nich już dokonane zmiany na elewacji północnej. W latach 1987–1991 budynek poddano kapitalnemu remontowi. W 2020 roku wnętrza budynku zostały ponownie wyremontowane.